# The Optimist
 (août 2017).
Si vous disposez d'ouvrages ou d'articles de référence ou si vous connaissez des sites web de qualité traitant du thème abordé ici, merci de compléter l'article en donnant les références utiles à sa vérifiabilité et en les liant à la section « Notes et références ».
Albums de Anathema
Distant Satellites
(2014)
The Optimist est le onzième album studio du groupe britannique de rock progressif Anathema paru le 9 juin 2017 par Kscope.

## Liste des chansons
| No  | Titre             | Durée |
| --- | ----------------- | ----- |
| 1.  | 32.63n 117.14w    | 1:16  |
| 2.  | Leaving It Behind | 4:28  |
| 3.  | Endless Ways      | 5:49  |
| 4.  | The Optimist      | 5:37  |
| 5.  | San Francisco     | 4:59  |
| 6.  | Springfield       | 5:49  |
| 7.  | Ghosts            | 4:17  |
| 8.  | Can't Let Go      | 5:00  |
| 9.  | Close Your Eyes   | 3:38  |
| 10. | Wildfires         | 5:39  |
| 11. | Back to the Start | 11:42 |